# Frank Marshall i King
Frank Marshall i King (* 28. November 1883 in Mataró; † 29. Mai 1959 in Barcelona) war ein katalanischer klassischer Pianist, Komponist und Musikpädagoge englischer Familienherkunft. Er führte die Barceloneser Klavierschule Acadèmia Granados nach dem Tod von Enric Granados weiter. Marshall war einer der herausragenden Vertreter der Katalanischen Pianistenschule.

## Leben und Werk
Marshall begann seine Studien in Mataró bei Teodor Solà i Vendrell. Später studierte er am Conservatori del Liceu bei Francesc de Paula Sánchez i Gavagnach und bei Antonio Puyé. Nach Abschluss des offiziellen Studiums nahm er Unterricht bei Enric Granados, dessen Lieblingsschüler er wurde. Im Jahr 1907 wurde er mit nur 24 Jahren zum stellvertretenden Direktor des Klavierstudiums an der Acadèmia Granados ernannt.

### Der Konzertpianist
1906 nahm er eine Karriere als Konzertpianist auf, die ihn nach Mailand und nach Deutschland führte, wo er Pianisten wie Ferruccio Busoni und Emil von Sauer kennenlernte. 1925 spielte er mehrere Aufnahmen für das Label Welte-Mignon in Freiburg ein. 1926 und 1927 nahm er an den De Falla Festspielen in Barcelona als Solist teil und spielte die Nächte in spanischen Gärten. Dasselbe Werk führte er in Sevilla und Cádiz unter der Regie seines Freundes Manuel de Falla selbst auf. Seine pädagogische Berufung obsiegte schließlich über die Laufbahn als Konzertpianist.

### Der Lehrer und die Klavierschule Granados-Marshall
Enric Granados hatte 1901 seine Pianistenschule gegründet, um die pianistische Technik, insbesondere die Pulsation und die Verwendung des Pedals, zu vermitteln, die es ihm ermöglichten, den Stil und vor allem die Lautstärke zu erreichen, die seinen Vortragsstil charakterisierten. Zu diesem Zweck hatte er 1912 die praktische Methode für die Verwendung der Klavierpedale veröffentlicht. Seinem Schüler Marshall vermittelte er die Erkenntnis, dass in der Verwendung der Pedale "das größte Geheimnis der Klavierkunst verborgen liege". Als Enric Granados 1916 bei der Torpedierung der französischen Kanalfähre Sussex durch ein deutsches U-Boot ums Leben kam, übernahm Frank Marshall die Leitung der Akademie in Barcelona, die ab 1920 in Marshall-Akademie umbenannt wurde. Während des spanischen Bürgerkriegs ging er nach Casablanca ins Exil. Nach seiner Rückkehr nach Barcelona nahm er bis zu seinem Tod die Lehrtätigkeit an der Acadèmia wieder auf. Schüler von Frank Marshall waren unter anderem Alicia de Larrocha, die später die Leitung der Akademie übernahm, Rosa Sabater sowie die Geschwister Corma und Alexandre Vilalta. Die beiden unten aufgeführten klavierpädagogischen Abhandlungen von Frank Marshall weisen einen klaren Einfluss seines Lehrers Enric Granados auf.

## Pädagogische Abhandlungen von Frank Marshall
- Estudio práctico sobre los pedales del piano (1919)
- La sonoridad del piano (1940)

## Kompositionen von Frank Marshall
- Suite Catalonia für Klavier (1907)
- Allegro di concerto
- Fantasia per a piano
- Zahlreiche Lieder